# 洒落本
洒落本（しゃれぼん）は、江戸時代中期の戯作の一種である文学。

## 概要

### 外形
洒落本は半紙四分の一サイズの小型判型で、大きさが蒟蒻に近いサイズであったことから「蒟蒻本」とも呼ばれた。

### 歴史
仮名草子の遊女評判記の類や、井原西鶴らの浮世草子にある遊里の描写がルーツで、『聖遊郭（ひじりのゆうかく）』別名『雪月花』（1757年）は、大阪道頓堀の遊里を描いたもので、孔子と老子と釈迦の三聖人が李白の経営する茶屋へ赴き、釈迦が太夫を連れて駆け落ちする滑稽な様子が口語体の会話形式を用いて表現されている。
江戸洒落本の先駆けと目されるのは、享保年間出版の『両巴巵言（りょうはしげん）』（1728年）、『史林残花』で漢文体で江戸・吉原の風俗を描いている。また、江戸洒落本の祖と称せられる无々道人（漢学者沢田東江の変名）の『異素六帖』（1757年）は仏者、歌学者、儒者の3人が色の道や遊里について面白おかしく議論するという内容である。

### 内容
遊廓などの遊所での遊びについて書かれたものがほとんどで、粋（いき）を理想とし、遊女と客の駆け引きを描写したり、野暮な客を笑いのめした内容が主であり、話を楽しむためだけでなく、実用的な遊び方指南や一種のガイド本として読まれた。
のちには俗語の会話体を主としたものに変わっていった。明和期の『遊子方言』（1770年）に至って洒落本のスタイルが整った。通人をきどる男がうぶな息子を連れて吉原に行くという筋で、茶屋の女房や遊女らとの会話を中心にして吉原の風俗や粋と野暮との対比を描いている。これが評判となり、類書が多く作られた。

### 特徴
遊里の細部を描写する「うがち」を特徴とする。洒落本の全盛は天明期前後で、代表的な作者は山東京伝らである。大田南畝もいくつかの変名で書いているといわれる。

### 寛政の改革で下火に
松平定信が主導した寛政の改革のもと、1791年に京伝の作（黄表紙と洒落本）が摘発され、版元の蔦屋重三郎は過料、京伝は手鎖50日という厳しい処罰を受けたため、一時洒落本は姿を消した。寛政の後期から復活し、十返舎一九、式亭三馬らも洒落本を書いたが、やがて遊里の世界を離れた滑稽本や人情本が主流になっていった。

## 主な作品
- 『聖遊郭（雪月花）』（1757年）
- 『異素六帖』（1757年）无々道人=沢田東江
- 『遊子方言』（1770年）田舎老人多田爺
- 『辰巳の園』（1770年）夢中山人寝言
- 『南閨雑話』（1773年）夢中山人寝言
- 『甲駅新話』（1775年）山手馬鹿人=大田南畝という（甲州街道の内藤新宿が舞台）
- 『傾城買虎之巻』（1778年）田螺金魚
- 『通言総籬』（1787年）山東京伝
- 『古契三娼』（1787年）山東京伝
- 『傾城買四十八手』（1790年）山東京伝
- 『繁千話』（1790年）山東京伝
- 『傾城買二筋道』（1798年）梅暮里谷蛾
- 『仕懸文庫』（1791年）山東京伝

洒落本の叢書として『洒落本大成』（29巻、補巻1、中央公論社）が刊行されている。